# Badminton aux Jeux des îles de l'océan Indien 2023
Navigation
Édition précédente Édition suivante
Le badminton est l'une des dix-neuf  disciplines sportives au programme des Jeux des îles de l'océan Indien 2023, la onzième édition des Jeux des îles de l'océan Indien, qui se déroule à Madagascar. Les épreuves se disputent du 26 août au 2 septembre 2023 à la Zone Expo Forello de Tanjombato (en).

## Médaillés
Les médaillés sont : 
| Épreuve            | Or | Argent | Bronze |
| ------------------ | --- | --- | --- |
| Simple hommes      | Jean Bernard Bongout (MRI) | Georges Julien Paul (MRI) | Laval Mathéo Douce (MRI) |
| Simple hommes      | Jean Bernard Bongout (MRI) | Georges Julien Paul (MRI) | Ahmed Nibal (MDV) |
| Simple femmes      | Kate Ludik (MRI) | Fathimath Nabaaha Abdul Razzaq (MDV) | Aminath Nabeeha Razzaq (MDV) |
| Simple femmes      | Kate Ludik (MRI) | Fathimath Nabaaha Abdul Razzaq (MDV) | Lorna Bodha (MRI) |
| Double hommes      | La Réunion Aaron Assing Xavier Chan Fung Ting | Maurice Melvin Appiah Tejraj Pultoo | Madagascar Julio Randriamalala Lalaina Ramanana |
| Double hommes      | La Réunion Aaron Assing Xavier Chan Fung Ting | Maurice Melvin Appiah Tejraj Pultoo | La Réunion Loïc Nanicaoudin Thibauld Cougouille |
| Double femmes      | Maldives Fathimath Nabaaha Abdul Razzaq Aminath Nabeeha Razzaq | Maurice Kobita Dookhee Lorna Bodha | Maurice Tiya Bhurtun Vilina Appiah |
| Double femmes      | Maldives Fathimath Nabaaha Abdul Razzaq Aminath Nabeeha Razzaq | Maurice Kobita Dookhee Lorna Bodha | La Réunion Ly-Hoa Chai Marina Bielle |
| Double mixte       | Maurice Georges Julien Paul Kate Ludik | Maurice Melvin Appiah Vilina Appiah | Maldives Fathimath Nabaaha Abdul Razzaq Hussein Zayan Zaki |
| Double mixte       | Maurice Georges Julien Paul Kate Ludik | Maurice Melvin Appiah Vilina Appiah | La Réunion Ly-Hoa Chai Xavier Chan Fung Ting |
| Par équipes hommes | Maurice Aidan Yu Siow Yin Young Jean Bernard Bongout Bhavesh Bissessur Georges Julien Paul Laval Mathéo Douce Melvin Appiah Moynul Munna Khemtish Rai Nundah Tejraj Pultoo Yogeshwarsingh Mahadnac | Maldives Ahmed Thoif Mohamed Hussein Zayan Zaki Jang Kee Young Mohamed Ajfan Rasheed Saalim Abdul Samad Murushida Mannan Ahmed Nibal Rishwan Shiyam Hassan Zayan | La Réunion Aaron Assing Didier Nourry Grégory Grondin Guillaume Gonthier Hugo Constans Jean-Fabrice Bilon Loïc Bertil Loïc Nanicaoudin Thibauld Cougouille Xavier Chan Fung Ting |
| Par équipes hommes | Maurice Aidan Yu Siow Yin Young Jean Bernard Bongout Bhavesh Bissessur Georges Julien Paul Laval Mathéo Douce Melvin Appiah Moynul Munna Khemtish Rai Nundah Tejraj Pultoo Yogeshwarsingh Mahadnac | Maldives Ahmed Thoif Mohamed Hussein Zayan Zaki Jang Kee Young Mohamed Ajfan Rasheed Saalim Abdul Samad Murushida Mannan Ahmed Nibal Rishwan Shiyam Hassan Zayan | Madagascar Tokinirina Razafimandimby Ludovic Manja Ny Riana Julio Randriamalala Marc Haja Vonjinirina Tianarivo Razafimahatratra Lalaina Ramanana                                |
| Par équipes femmes | Maurice Godavri Ancharaz Kate Ludik Kobita Dookhee Layna Luxmi Chiniah Lorna Bodha Bhuruth Reva Aditi Tiya Bhurtun Vilina Appiah                                                                   | Maldives Aminath Nabeeha Razzaq Maisa Fathuhulla Ismail Shuba Shareef Aminath Moosa Aishath Afnaan Rasheed Fathimath Nabaaha Abdul Razzaq                        | La Réunion Emily Grondin Emmanuelle Admette Estelle Leperlier Ly-Hoa Chai Marina Bielle Virginie Testan                                                                          |
| Par équipes femmes | Maurice Godavri Ancharaz Kate Ludik Kobita Dookhee Layna Luxmi Chiniah Lorna Bodha Bhuruth Reva Aditi Tiya Bhurtun Vilina Appiah                                                                   | Maldives Aminath Nabeeha Razzaq Maisa Fathuhulla Ismail Shuba Shareef Aminath Moosa Aishath Afnaan Rasheed Fathimath Nabaaha Abdul Razzaq                        | Madagascar Soaniaina Razanamaly Mamisoa Razafimamonjiarison Fenitra Arijesa Asminah Razafiarimalala Fitiana Razafinimanana Ialicia Rasolonoelina                                 |